# جرح السنين (مسلسل)
جرح السنين هو مسلسل تلفزيوني كويتي، من تأليف دخيل النبهان وإخراج منير الزعبي.

## ملخص القصة
تدور أحداث المسلسل خلال فترة الغزو العراقي للكويت، حول ضابط في الجيش يختفي خلال هذه الفترة ، وتنقطع كافة الأخبار عنه ، فلا تعرف عائلته عنه هل استشهد أم صار أسيرًا لدى القوات العراقية؟ وبعد مرور سنوات وفي عام 2004 ، تراود الأم العديد من الإشارات حول كون ابنها المختفي لا يزال على قيد الحياة.

## تمثيل
- زهرة عرفات
- جاسم النبهان
- إنتصار الشراح
- عبد الرزاق الحسينان
- عبد الله ملك
- محمود بوشهري
- عبد الله بوشهري
- علي كاكولي
- ريم ارحمة
- عبدالله البلوشي